# Bayshore (Miami)
Bayshore – dzielnica miasta Miami, na Florydzie w Stanach Zjednoczonych.

## Geografia
Leży na współrzędnych geograficznych 25°49′44″N 80°11′06″W/25,829000 -80,185000, na wysokości 3 m n.p.m.